# MTV Spit (seconda edizione)
La seconda edizione di MTV Spit è andata in onda dall'8 al 29 maggio 2013 ogni mercoledì in seconda serata sul canale televisivo MTV.

## Giudici
I giudici della seconda edizione sono:
- Ensi: vincitore della prima edizione.
- Morgan: cantante italiano, la sua fama è accresciuta in seguito alla sua partecipazione come giudice al talent show X Factor.
- Paola Zukar: coordinatrice della Tempi Duri Records, etichetta discografica che si occupa principalmente di musica rap, fondata dal rapper Fabri Fibra. È anche manager di Fibra e dello stesso Marracash.
- Max Pezzali: uno degli esponenti maggiori della musica pop in Italia. Nel 2012 ha pubblicato un album nel quale collabora con vari artisti rap tra i quali lo stesso Ensi, avvicinandosi quindi alla musica rap.

## Partecipanti
I 12 rapper che si sfidano nella seconda stagione, di cui tre (Fred De Palma, Kenzie e Nitro) che ritornano dalla prima, sono:
- Anagogia
- Debbit
- Easy One
- Fatt MC
- Fred De Palma
- Kenzie Kenzei
- MC Nill
- Mouri
- Valerio Nazo
- Nerone
- Nitro
- Shade

In questa edizione le battle vengono intervallate dalle esibizioni di due dance crew, i Double Struggle e i Thatz It Crew.

## Regolamento
Otto dei dodici partecipanti sono stati scelti tra i vari freestyler che hanno postato sulla pagina facebook di Spit un video della durata non superiore ai due minuti nel quale facevano freestyle, Anagogia è stato scelto da Mastafive, mentre i restanti tre sono stati ripescati dalla prima edizione.
Per le prime tre puntate si disputano tre sfide a eliminazione diretta tra due rapper (la durata della sfida non cambia, un minuto a testa più due minuti di alternanza). Ad ogni puntata partecipano quattro rapper. I vincitori delle prime due battle si scontreranno per decidere chi passerà il turno: la decisione come al solito spetta alla giuria e, in caso di parità di giudizio, toccherà al pubblico scegliere il miglior freestyler. Nell'ultima puntata ciascun rapper affronta gli altri due (la durata cambia leggermente, un minuto a testa e un minuto e mezzo di scambio, e i giudici dovranno scrivere su una scheda chi per loro ha perso: chi riceve più voti negativi viene eliminato). Gli ultimi due si sfidano per la vittoria finale e il premio del valore di €5000, la durata della battle ritorna normale, un minuto a testa più due minuti di alternanza.
La seconda stagione porta diverse novità nel meccanismo di gara: nella seconda battle delle prime tre puntate i due rapper devono indossare una maglietta sulla quale è raffigurato un personaggio ed impersonificarlo per l'intera durata del round (in questo caso la durata è di due round da due minuti di scambio di battute, e per ogni round i contendenti dovranno estrarre a sorte una maglietta ciascuno). Altra nuova tipologia di sfida è la battaglia per immagini, che si svolge nella prima sfida della seconda e terza puntata, in cui ai rapper viene mostrata un'immagine che cambia ogni 30 secondi, e il compito sarà di improvvisare su quella data immagine. Per quanto riguarda la giuria, ogni giudice avrà a disposizione una sola wild card per puntata con la quale annullare il voto e passare la palla direttamente al pubblico, anche se in realtà non è mai stata usata da nessuno dei quattro giudici; inoltre i giudici potranno proporre un tema da far sviluppare ai freestyler durante la battle.

## Tabella eliminazioni
Legenda
- Il rapper vince la Battle
- Il rapper perde la Battle e viene eliminato
- Il rapper partecipa a questa Battle nella finale
- Vincitore deciso dal pubblico

- Rapper eliminato
- Rapper finalista
- Rapper vincitore

| Puntata | 1      | 1                     | 1                     | 2                     | 2                     | 2                     | 3                     | 3                     | 3                     | 4                     | 4                     | 4                     | 4                     | Classifica |
| Battle | Libera | Magliette             | Libera                | Immagini              | Magliette             | Libera                | Immagini              | Magliette             | Libera                | Zukar                 | Morgan                | Pezzali               | Libera                | Classifica |
| Shade | N.D.   | N.D.                  | N.D.                  | N.D.                  | N.D.                  | N.D.                  |                       | N.D.                  | 3                     | N.D.                  |                       |                       |                       | VINCITORE  |
| Nitro | 4      | N.D.                  |                       | N.D.                  | N.D.                  | N.D.                  | N.D.                  | N.D.                  | N.D.                  |                       |                       | N.D.                  |                       | SECONDO    |
| Fred De Palma                                                                                               | N.D.   | N.D.                  | N.D.                  | N.D.                  |                       |                       | N.D.                  | N.D.                  | N.D.                  |                       | N.D.                  |                       | N.D.                  | TERZO      |
| Debbit | N.D.   | N.D.                  | N.D.                  | N.D.                  | N.D.                  | N.D.                  | N.D.                  | 3                     | 1                     | Eliminato (3 puntata) | Eliminato (3 puntata) | Eliminato (3 puntata) | Eliminato (3 puntata) | 4          |
| Fat | N.D.   | N.D.                  | N.D.                  | N.D.                  | N.D.                  | N.D.                  | N.D.                  | 1                     | Eliminato (3 puntata) | Eliminato (3 puntata) | Eliminato (3 puntata) | Eliminato (3 puntata) | Eliminato (3 puntata) | 5          |
| Kenzie | N.D.   | N.D.                  | N.D.                  | N.D.                  | N.D.                  | N.D.                  |                       | Eliminato (3 puntata) | Eliminato (3 puntata) | Eliminato (3 puntata) | Eliminato (3 puntata) | Eliminato (3 puntata) | Eliminato (3 puntata) | 6          |
| Nerone | N.D.   | N.D.                  | N.D.                  |                       | N.D.                  |                       | Eliminato (2 puntata) | Eliminato (2 puntata) | Eliminato (2 puntata) | Eliminato (2 puntata) | Eliminato (2 puntata) | Eliminato (2 puntata) | Eliminato (2 puntata) | 7          |
| Mouri | N.D.   | N.D.                  | N.D.                  | N.D.                  |                       | Eliminato (2 puntata) | Eliminato (2 puntata) | Eliminato (2 puntata) | Eliminato (2 puntata) | Eliminato (2 puntata) | Eliminato (2 puntata) | Eliminato (2 puntata) | Eliminato (2 puntata) | 8          |
| Nazo | N.D.   | N.D.                  | N.D.                  |                       | Eliminato (2 puntata) | Eliminato (2 puntata) | Eliminato (2 puntata) | Eliminato (2 puntata) | Eliminato (2 puntata) | Eliminato (2 puntata) | Eliminato (2 puntata) | Eliminato (2 puntata) | Eliminato (2 puntata) | 9          |
| Mc Nill | N.D.   |                       |                       | Eliminato (1 puntata) | Eliminato (1 puntata) | Eliminato (1 puntata) | Eliminato (1 puntata) | Eliminato (1 puntata) | Eliminato (1 puntata) | Eliminato (1 puntata) | Eliminato (1 puntata) | Eliminato (1 puntata) | Eliminato (1 puntata) | 10         |
| Easy | N.D.   |                       | Eliminato (1 puntata) | Eliminato (1 puntata) | Eliminato (1 puntata) | Eliminato (1 puntata) | Eliminato (1 puntata) | Eliminato (1 puntata) | Eliminato (1 puntata) | Eliminato (1 puntata) | Eliminato (1 puntata) | Eliminato (1 puntata) | Eliminato (1 puntata) | 11         |
| Anagogia | 0      | Eliminato (1 puntata) | Eliminato (1 puntata) | Eliminato (1 puntata) | Eliminato (1 puntata) | Eliminato (1 puntata) | Eliminato (1 puntata) | Eliminato (1 puntata) | Eliminato (1 puntata) | Eliminato (1 puntata) | Eliminato (1 puntata) | Eliminato (1 puntata) | Eliminato (1 puntata) | 12         |
| --- | ------ | --------------------- | --------------------- | --------------------- | --------------------- | --------------------- | --------------------- | --------------------- | --------------------- | --------------------- | --------------------- | --------------------- | --------------------- | ---------- |
| N/A ((EN) not available (IT) non disponibile) indica che il concorrente non si è esibito durante la Battle. |        |                       |                       |                       |                       |                       |                       |                       |                       |                       |                       |                       |                       |            |

## Puntate

### Prima puntata (prima tv: 8 maggio 2013)
- Partecipanti: Anagogia, Nitro, MC Nill, Easy One
- Dance crew partecipante: Double Struggle

La prima sfida della seconda stagione vede scontrarsi Anagogia e Nitro: Ensi viene incaricato di scegliere un tema, ma decide di lasciare carta bianca ai due freestyler. Nitro vince agevolmente per 4 voti a 0. Subito dopo ad entrare nella gabbia sono MC Nill, unica donna in gara, e Easy One, ai quali tocca pescare una maglietta raffigurante un personaggio e rappresentarlo (la prima trova Barack Obama e Roberto Saviano, il secondo Belén Rodríguez e Michael Jackson), e il risultato viene deciso solo dal pubblico, che premia MC Nill. L'ultima battle a tema libero è quindi tra Nitro e MC Nill, e anche stavolta viene chiamato in causa il pubblico, il quale decreta vincitore Nitro.
- Eliminati: Anagogia, MC Nill, Easy One

### Seconda puntata (prima tv: 15 maggio 2013)
- Partecipanti: Nazo, Nerone, Fred De Palma, Mouri
- Dance crew partecipante: Thatz It Crew

Nella prima battle, fra Nazo e Nerone, viene introdotta la battaglia per immagini, nuova modalità di gara (il tema del freestyle viene dato da un'immagine che cambia ogni 30 secondi): la vittoria va a Nerone grazie al giudizio del pubblico, dopo che il risultato dei giudici era di 2 pari. Il secondo incontro vede opposti nella prova delle magliette Fred de Palma (che pesca Steve Jobs e Muhammad Ali) e Mouri (al quale capitano Nicole Minetti e Fabrizio Corona), col primo che vince ancora per decisione del pubblico. Nell'ultima sfida a tema libero, Nerone contro Fred de Palma, a prevalere è il secondo, e per la terza volta è sempre il pubblico ad esprimere la propria preferenza.
- Eliminati: Nazo, Nerone, Mouri

### Terza puntata (prima tv: 22 maggio 2013)
- Partecipanti: Shade, Kenzie, Fat MC, Debbit
- Dance crew partecipante: Double Struggle

Shade e Kenzie aprono la puntata con la battaglia per immagini e a vincere, secondo il pubblico, è il primo. Nella seconda sfida, quella delle magliette, si scontrano Fat MC (che pesca Maria De Filippi e Rocco Siffredi) e Debbit (per lui invece Mario Balotelli e John Lennon): la vittoria va a Debbit per 3 voti a 1. Infine, nell'ultima battle in freestyle libero, Shade si impone battendo Debbit sempre per 3 voti a 1.
- Eliminati: Kenzie, Fat MC, Debbit

### Quarta puntata (prima tv: 29 maggio 2013)
- Partecipanti: Nitro, Fred De Palma, Shade
- Dance crew partecipante: Thatz It Crew

La prima sfida è tra Nitro e Fred De Palma e ha come tema, scelto da Paola Zukar, la libertà di espressione nel rap. Per la seconda battle tra Nitro e Shade, il tema indicato da Morgan sono gli ideali mentre il terzo incontro, sul tema dei motori deciso da Max Pezzali, vede opposti Fred De Palma e Shade (per queste tre sfide la durata del round di scambio di battute scende a un minuto e mezzo, e i giudici devono indicare su una scheda chi per loro ha perso). Al termine di questa fase Fred De Palma riceve più voti negativi, e così rimangono Shade e Nitro a giocarsi la finalissima (la durata della battle torna normale, e il primo minuto dell'ultimo round è a cappella): l'ultima decisione, a causa della parità dei giudici, spetta al pubblico, che decreta  Shade vincitore della seconda edizione di Spit e del premio di €5000 in gettoni d'oro.
- Vincitore: Shade